# Kinloss Abbey
Kinloss Abbey is een (ruïne van een) twaalfde-eeuwse cisterciënzer abdij, gelegen in Kinloss, zo'n vijf kilometer ten oosten van Forres in de Schotse regio Moray. De abdij was een van de meest noordelijk gelegen abdijen in Schotland en was zeer invloedrijk tot de reformatie in 1560.

## Geschiedenis
Kinloss Abbey werd in 1150 door David I van Schotland gesticht. Het verhaal gaat dat de koning verdwaald was op een jachtexpeditie en door een duif naar een open plek werd geleid waar hij twee herders aantrof. Op die plek stichtte hij uit dank de abdij. Hij verbleef een heel seizoen in het nabijgelegen Duffus Castle om toe te zien op de bouw totdat de monniken arriveerden.

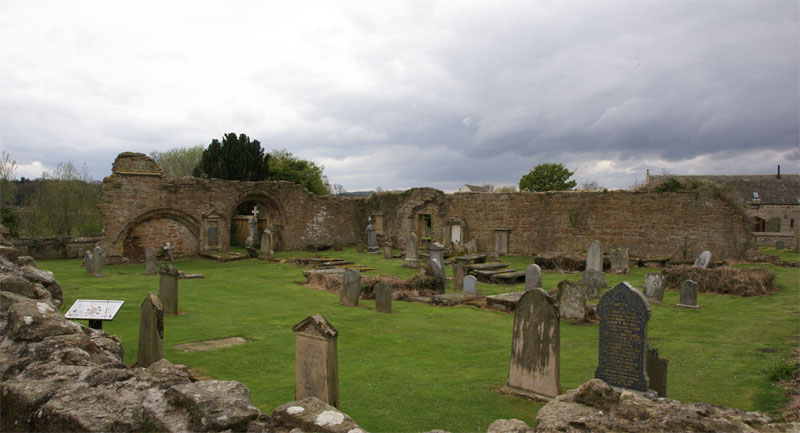
Kinloss Abbey: klooster. De grote boog leidde naar de refter

Het moederhuis van Kinloss Abbey was Melrose Abbey. In 1151 betrokken een abt en twaalf monniken de abdij. In 1174 gaf Paus Alexander III zijn officiële goedkeuring. In 1187 werd de bisschop van Moray de beschermheer van de abdij. Vanuit Kinloss Abbey werden twee dochterabdijen gesticht, namelijk Culross Abbey in 1217 en Deer Abbey in 1219. Door giften in land en geld van koningen en edelen werd Kinloss Abbey een van de rijkste en invloedrijkste abdijen van Schotland.
Halverwege de dertiende eeuw vernietigde een grote brand een deel van de abdij. Rond 1269 werd de abdij herbouwd in de gotische stijl. In 1528 liep de abdij grote schade op ten gevolge van overstromingen.
Bekende bezoekers van de abdij waren onder andere Eduard I van Engeland, die er in 1303 drie weken verbleef; Eduard III van Engeland was er in 1336 op expeditie om de gravin van Athol van een belegering te ontzetten;
Maria I van Schotland overnachtte in 1562 in de abdij ondanks het feit dat de kerk protestants was geworden, terwijl Maria I katholiek was. Abt Robert Reid, sinds 1531 de 23ste abt, introduceerde een georganiseerd leersysteem in Moray en werd in 1541 bisschop van Orkney, waar de toren van The Bishop's Palace nog steeds zijn naam draagt.
In 1560 kwam met de reformatie een einde aan de macht van Kinloss Abbey. De laatste abt was Walter Reid. In 1601 kwam de abdij onder controle van Edward Bruce totdat de ruïne in 1643 werd verkocht aan Alexander Brodie of Lethan. Deze verkocht de stenen van de ruïne in 1650 aan Oliver Cromwell voor de bouw van Inverness Citadel in Inverness. Deze citadel werd in 1662 op last van de regering afgebroken.

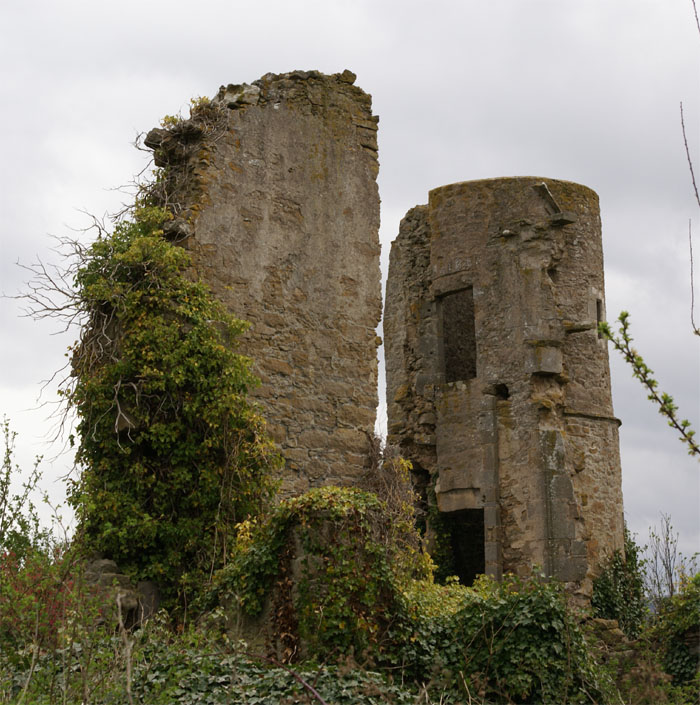
Kinloss Abbey: Abbots Hall

## Bouw
Door het weghalen van stenen voor de bouw van Inverness Citadel is er weinig overgebleven van de abdij. Het zuidelijk transept, de sacristie en de Abbots Hall (de woning van de abt), gebouwd in 1395, staan nog overeind, evenals enige muren van het klooster. Boven het zuidelijk transept heeft hoogstwaarschijnlijk de bibliotheek gezeten, terwijl boven de sacristie de kamers van de prior lagen.
Van een deel van de kerkmuren en de opslagkelders zijn de fundamenten nog te zien.

## Beheer
Kinloss Abbey wordt beheerd door de Kinloss Abbey Trust. De resten bevinden zich op een openbare begraafplaats.